# Mötley Crüe (álbum)
Motley Crue (sin diéresis) es el sexto álbum original de la banda estadounidense, Mötley Crüe, lanzado el 15 de marzo de 1994. Fue el primer y único álbum que la banda grabó con el vocalista John Corabi y fue el primer álbum con material nuevo que lanzaron desde 1989, cuando lanzaron Dr. Feelgood.
El álbum, que originalmente iba a ser llamado Til Death Do Us Part, fue el primer lanzamiento de la banda después de firmar un contrato por 25 millones de dólares con Elektra Records.

## Álbum

### Historia
Después del éxito de los álbumes Dr. Feelgood y Decade of Decadence y sus respectivos tours, los miembros de la banda, que en ese entonces seguían siendo Vince Neil, Nikki Sixx, Mick Mars y Tommy Lee, entraron al estudio para preparar su próximo álbum. Durante estas horas de trabajo, las diferencias entre Neil y Sixx llevaron a Neil a abandonar la banda, dejando a Mötley Crüe sin vocalista.
Mientras tanto, John Corabi era el vocalista de la banda The Scream. Por medio de una entrevista hecha a Nikki Sixx en la revista Spin Corabi notó que Sixx admiraba el trabajo de The Scream. Corabi contactó a Sixx para agradecer el cumplido, y también para abrir la posibilidad de que Sixx trabajara en nuevo material para The Scream. Corabi habló con Doug Thaler, mánager de Mötley Crüe para dejar su número de teléfono y que Sixx lo pudiera contactar.
Nikki Sixx y Tommy Lee informaron después a Corabi que Vince Neil ya no era parte de la banda y lo invitaron a una audición. Después de unas sesiones, la banda decidió que Corabi sería el reemplazo de Neil, pero tuvieron que esperar para hacerlo oficial, ya que Elektra Records podría rechazar el contrato si sabían que Neil ya no estaba en la banda.

### Grabación
Para la grabación del álbum, Mötley Crüe se reunió con Bob Rock, quien produjo su álbum comercialmente más exitoso en 1989, Dr. Feelgood. Con Corabi como vocalista, los miembros podían aprovechar posibilidades que no existían con Neil. Sixx nunca había trabajado con otro compositor y Mars no había tocado con otro guitarrista. Además, la banda nunca había escrito canciones a través de sesiones improvisadas. Una de las primeras canciones que Corabi escribió con la banda fue "Hammered," al igual que el fragmento acústico de la canción "Misunderstood."
Durante la grabación del álbum la banda se comprometió a mantenerse en estado de sobriedad, con una estricta abstinencia de alcohol, drogas, cigarros, carne roja y cafeína. La banda trabajó con un entrenador personal cada mañana y tomaron vitaminas para mantenerse en forma. Aunque ocasionalmente no se mantuvieron completamente al margen del objetivo, la banda estaba determinada a repetir el éxito de Dr. Feelgood. Las sesiones de grabación rindieron fruto, con un total de 24 canciones escritas y grabadas en 10 meses.
En las letras, la influencia de Corabi alejó a la banda de sus temas usuales sobre sexo y rebelión. Cuando trabajaba con Sixx en las letras, Corabi se refería así mismo como "el tipo normal" y a Sixx como "el tipo demente" lo que Sixx veía como un buen balance para lo que estaban tratando de lograr con el álbum. Canciones como "Hooligan's Holiday", "Power to the Music" y "Droppin' Like Flies" son intentos de introspección y comentarios sobre el estado del mundo, incluyendo eventos sobre los eventos que se daban entonces, como los disturbios de Los Ángeles en 1992 y la batalla sobre la censura en la música. La canción "Uncle Jack" habla sobre el tío de Corabi, un pederasta convicto, y "Misunderstood" es una canción que habla sobre personas a quienes la vida ha ignorado. Algunas canciones también trataban los temas usuales, incluyendo "Smoke the Sky," la cual era sobre el uso de marihuana y "Poison Apples," la cual habla sobre el decadente estilo de vida de Rock 'N Roll por el cual la banda era famosa.

### Reacción
Motley Crue debutó en el #7 del Billboard y recibió la certificación de Oro el 3 de mayo de 1994. Rolling Stone aclamó la "impresionante progresión de acordes, determinada a implantarse en el cráneo de los oyentes" y notó que "Mötley Crüe siempre ha dejado la filosofía y las amenazas a otras bandas; Motley Crue logra lo que decide hacer: manteniendo los riffs y el significado de cada palabra". Sin embargo, habían pasado cinco años desde que Mötley Crüe había lanzado un álbum de estudio y mucho había cambiado en la escena musical. Durante esa época, el grunge y el rock alternativo dominaban y muchas de las bandas de hard rock y glam metal de los 80s tuvieron dificultades para lograr ventas en el nuevo mercado. Después de haber estado en los mejores 10, el álbum pronto descendió en las tablas y no logró vender tan bien como otros álbumes de Mötley Crüe. 
Además de la reacción esperada de los fanes respecto a la partida de Neil, existen otros factores que explican las malas ventas del álbum. Además del mencionado cambio en la música popular, los miembros de la banda tuvieron un enfrentamiento con MTV, cuando durante una entrevista, Sixx amenazó con tirarle los dientes al anfitrión ya que sentía que la línea de cuestionamientos era "estúpida", así que el y la banda abandonaron el estudio a media entrevista. Los ejecutivos de Elektra y Warner Bros. tampoco dieron mucho apoyo a la banda, ya que muchos ejecutivos estaban involucrados en las disputas corporativas, relacionadas con el cambio de CEO de Bob Krasnow a Sylvia Rhone, que tomaron prioridad por sobre la banda. La nula promoción de MTV (después de la desastrosa entrevista) y el mínimo apoyo de la discográfica para el álbum lograron que la gira terminara afectada ya que fue reducida de arenas a teatros hasta que a la larga fue cancelada.

## Lista de canciones
- Todas las canciones fueron escritas por John Corabi, Nikki Sixx, Mick Mars y Tommy Lee, excepto donde se indique lo contrario.
- Todas las letras por Corabi y Sixx.

1. "Power to the Music" – 5:12
2. "Uncle Jack" – 5:28
3. "Hooligan's Holiday" – 5:51
4. "Misunderstood" – 6:53
5. "Loveshine" – 2:36
6. "Poison Apples" (Corabi, Sixx, Mars, Lee, Bob Rock) – 3:40
7. "Hammered" – 5:15
8. "Til Death Do Us Part" – 6:03
9. "Welcome to the Numb" – 5:18
10. "Smoke the Sky" – 3:36
11. "Droppin Like Flies" – 6:26
12. "Driftaway" – 4:05

### Edición remasterizada del 2003
En el 2003, la banda relanzó todos sus álbumes bajo su propia discográfica Mötley Records junto con canciones adicionales de la era respectiva de cada álbum.
- 13. "Hypnotized" – 5:29
- 14. "Babykills" – 5:26
- 15. "Livin' in the Know" – 4:23

## Personal
- John Corabi – voz, guitarra acústica, guitarra rítmica, bajo de seis cuerdas
- Mick Mars – guitarra rítmica y solista, bajo de seiscuerdas, sitar, mandolina
- Nikki Sixx - bajo, piano, voz secundaria
- Tommy Lee - batería, percusiones, piano, voz secundaria